# (37894) 1998 FE62
1998 FE62 (asteroide 37894) é um asteroide da cintura principal. Possui uma excentricidade de 0.17759470 e uma inclinação de 14.28985º.
Este asteroide foi descoberto no dia 20 de março de 1998 por LINEAR em Socorro.